# 掛田誠
掛田 誠（かけだ まこと、1956年10月10日 - ）は、石川県出身の俳優。血液型A型。

## 出演

### テレビドラマ
＜サスペンスドラマ（2時間もの）＞

日本テレビ系
- 火曜サスペンス劇場
  - 「危機一髪の女」（1982年）
  - 「神の怒色」（1984年）
  - 「完全犯罪研究室」（1990年）
  - 「人生相談殺人事件」（1990年）
  - 「フルムーン旅情ミステリー3」（1991年）
  - 「六月の花嫁5」（1991年）
  - 「小京都ミステリー14」（1995年）
  - 「女検事・霞夕子13」（1998年）
  - 「九門法律相談所11」（1999年）
  - 「海に埋めた時間」（2000年） - 根岸憲二
  - 「天使の居場所」（2000年）
  - 「刑事・鬼貫八郎14」（2002年） - 山野市郎
  - 「女検事・霞夕子23」（2004年） - 伊藤栄二
  - 「ジェラシー」（2004年）
  - 「警部補 佃次郎20」（2005年）

TBS系
- 月曜ドラマスペシャル
  - 「名探偵・金田一耕助シリーズ25」（1997年）
  - 「演歌・唱太郎の人情事件日誌3」（1997年）
  - 「居酒屋刑事　消えた少女」(1998年） - 立体駐車場の管理人
  - 「女子刑務所東3号棟1」（1998年）
  - 「新宿ホスト殺人事件」（1998年）
  - 「水上署の源さん」（1999年） - 長野県警刑事
  - 「早乙女千春の添乗報告書8」（1999年）
  - 「真夏の恐怖劇場1」（1999年）
  - 「真夏の恐怖劇場3」（1999年）
  - 「目撃者2」（2000年） - 五十嵐
- 月曜ミステリー劇場
  - 「森村誠一サスペンスシリーズ1」（2001年）
  - 「名探偵・金田一耕助シリーズ29」（2002年） - 作業員
  - 「示談交渉人甚内たま子裏ファイル2」（2002年） - 亀山雅彦（タクシー運転手）
  - 「探偵 左文字進7」（2003年） - 浮浪者
  - 「カードGメン・小早川茜6」（2003年） - 漆原恭輔
  - 「女タクシードライバーの事件日誌」（2003年 - ） - 鈴木和洋
  - 「森村誠一サスペンスシリーズ4」（2004年）
  - 「陰の季節7」（2004年） - 塚田警部
  - 「父が来た道」（2005年）
- 月曜ゴールデン
  - 「探偵左文字進11」（2007年）
  - 「萬屋長兵衛の隅田川事件ファイル1」（2008年） - 船長
  - 「女子刑務所東三号棟8」（2010年）
  - 「警部・柘植京介」（2010年） - 森野昭則
  - 「釣り刑事2」（2011年）
  - 「警視・深町征爾」（2012年） - 小日向敏
  - 「十津川警部シリーズ47」（2012年） - 赤木豊
- 月曜名作劇場
  - 「横山秀夫サスペンス 刑事の勲章」（2016年）

フジテレビ系
- 金曜ドラマシアター
  - 「新説・三億円事件」（1991年）
  - 「嘘」（1992年）
- 金曜エンタテイメント
  - 「サザエさん2」（1993年）
  - 「龍は眠る」（1994年）
  - 「ハイこちら駐在です 花田英次郎事件日誌」（1995年）
  - 「寿司、食いねェ!4」（1997年）
  - 「浅見光彦シリーズ8」（1999年） - 西本刑事
  - 「壁ぎわ税務官」（2001年 - 2006年） - 鷲塚光男
  - 「京都喰い道楽 古本屋探偵ミステリー1」（2002年）
  - 「医局派遣医 藪仁平」（2003年） - 風邪の患者
  - 「浅見光彦シリーズ16」（2003年） - 兼子義勝
  - 「所轄刑事2」（2005年）
- 金曜プレステージ
  - 「おばさんデカ 桜乙女の事件帖13」（2004年） - 蔵舞警部
  - 「浅見光彦シリーズ32」（2008年） - 小山田誠吾
  - 「湯布院殺人事件」（2010年）
  - 「検事・霞夕子2」（2011年） - 井上
  - 「浅見光彦シリーズ43」（2012年） - 池上貴章

テレビ朝日系
- 土曜ワイド劇場
  - 「牟田刑事官事件ファイル2」（1985年）
  - 「女ごろし 消し忘れた過去」（1985年）
  - 「牟田刑事官事件ファイル7」（1987年）
  - 「牟田刑事官事件ファイル13」（1990年）
  - 「おんな警視連城真衣子2」（1990年）
  - 「越後親不知、死を招くファインダー」（1991年）
  - 「運命の銃口」（1992年）
  - 「能登半島 女たちの殺人風景」（1994年） - マンション管理人
  - 「はみだし弁護士・巽志郎シリーズ」
    - はみだし弁護士・巽志郎1 競馬場ギャル殺人事件（1996年） - 増田忠雄
    - はみだし弁護士・巽志郎3 援助交際殺人事件（1998年） - タクシー運転手
    - はみだし弁護士・巽志郎4 名門政治家一族に（秘）愛人スキャンダル（1999年） - ガソリンスタンドの店員
    - はみだし弁護士・巽志郎5 資産家一族に秘められた愛と憎しみの連続殺人（2000年） - ご近所
    - はみだし弁護士・巽志郎7 運命の再会（2002年） - 刑事
    - はみだし弁護士・巽志郎8 世界遺産屋久島に消えた「無罪」の殺人者（2004年） - 店員

  - 「棟居刑事シリーズ1」（1996年） - 島崎刑事
  - 「女調査員おでん屋『ぽんた』探偵局1」（1996年）
  - 「混浴露天風呂連続殺人19」（1999年） - 安本刑事
  - 「おかしな二人1」（2002年） - 坂下昇
  - 「広域捜査官楠錬三郎・北へ南へ2」（2002年）
  - 「松本清張没後10年記念・疑惑」（2003年） - 冒頭の男
  - 「警視庁特捜刑事の妻」（2006年） - 村越刑事
  - 「隠蔽捜査2」（2008年） - マンションの管理人
  - 「失踪調査人・港亮介」（2008年） - ホームレス
  - 「ヤメ検の女2」（2011年） - 田原編集長
  - 「内田康夫サスペンス・福原警部3」（2011年） - 三上先生
  - 「監察官・羽生宗一5」（2017年） - 小宮地域課長
  - 「深層捜査1」（2017年） - 茅場真

テレビ東京系
- 月曜・女のサスペンス
  - 「山手線殺人事件」（1988年）
  - 「第九の流れる家」（1991年） - 早川
- 女と愛とミステリー
  - 「悪の仮面」（2001年） - タクシー運転手
  - 「保険調査員・蒲田吟子2」（2001年） - 田所洋造
  - 「昆虫巡査・向坊一美の事件日誌」（2002年）
  - 「松本清張没後10年特別企画・家紋」（2002年） - 窃盗犯
  - 「芸能記者・柳田信吉の挑戦」（2003年）
  - 「不倫調査員片山由美5」（2004年）
  - 「信濃のコロンボ事件ファイル7」（2005年）
- 水曜ミステリー9
  - 「信濃のコロンボ事件ファイル11」（2006年）
  - 「信濃のコロンボ事件ファイル14」（2007年） - 羽山米義
  - 「港町人情ナース2」（2007年）
  - 「さすらい署長風間昭平6」（2007年）
  - 「警視庁黒豆コンビ3」（2007年） - 浦野孝明
  - 「刑事吉永誠一 涙の事件簿5」（2007年） - 唐津幸造
  - 「旅行作家・茶屋次郎9」（2011年） - 田島所長
  - 「松本清張特別企画・張込み」（2011年） - 山田明信
  - 「監察医・篠宮葉月 死体は語る11」（2012年） - 大川隼人
  - 「ガンリキ 警部補・鬼島弥一3」（2013年） - 大川
  - 「捜査検事・近松茂道14」（2013年） - 山田亘
  - 「借王＜シャッキング＞〜華麗なる借金返済作戦〜」（2014年） - 南田
  - 「トカゲの女 警視庁特殊犯罪バイク班2」（2015年） - 井岡勝

＜そのほかの作品＞
- 特捜最前線 第290話「ふるさとの女」（1982年、ANB）
- 西部警察 PART-II （1982年、ANB）
  - 第9話「罠」 - 情報屋
  - 第27話「傷だらけの天使」 - 針尾組構成員
- ザ・サスペンス 川崎探偵団（1983年、TBS）
- 青が散る（1983年、TBS）
- 流れ星佐吉（1984年、KTV）
- 松本清張スペシャル・黒い福音（1984年、TBS）
- ただいま絶好調! 第2話「旅芝居ロック一座」（1985年、ANB）
- のン姉ちゃん・200W（1985年、NTV）
- 木曜ドラマストリート あぶない課外授業（1986年、CX）
- 金曜女のドラマスペシャル 雨の日の訪問者（1986年、CX）
- パパはニュースキャスター 第7話（1987年、TBS）
- ハングマンGOGO（1987年、ANB）
- あきれた刑事 第21話「保険金デート」（1988年、NTV） - 不二見建設作業員
- さすらい刑事旅情編 第5話「寝台急行銀河から消えた女子大生」（1988年、ANB）
- 愛し方がわからない（1989年、TBS）
- 火曜ミステリー劇場 ベビーシッター桃子の冒険（1990年、ANB）
- 裸の大将 第46話「清と獅子舞てんてこ舞」（1991年、KTV） - 戸田警察署の署長
- 検事・若浦葉子 第8話「死者からの挑戦状・私は夫に殺された!」（1991年、NTV）
- 世にも奇妙な物語 1995年冬の特別編「ブルギさん」（1995年、CX）
- 刑事追う! 第4話「陰画」（1996年、TX）
- 真昼の月 第11話（1996年、TBS） - ジョギングをしている男性
- 鬼平犯科帳 第7シリーズ 第7話「五月雨坊主」（1997年、フジテレビ）
- 渥美清のああ、青春日記（1997年9月24日、フジテレビ）
- 3年B組金八先生 第5シリーズ 第18話（2000年、TBS） - 警官
- こちら本池上署（2002年、TBS） - 秋田道夫
- 御宿かわせみ（2004年、NHK） - 久三
- 剣客商売 スペシャル「助太刀」（2004年、フジテレビ） - 七助
- 青春の門〜筑豊篇〜（2005年、TBS）
- 電車男（2005年、フジテレビ） - 中年男性
- 弁護士のくず（2006年、TBS） - 柴木健吉
- 陽炎の辻〜居眠り磐音 江戸双紙〜 第5話「戦いの序章」（2007年、NHK）
- 連続ドラマW（WOWOW）
  - 空飛ぶタイヤ（2009年）
- 夫婦道 第2シリーズ 第8話（2009年、TBS） - 坂田亀吉
- 水戸黄門第40部（2009年、TBS） - 伍平
- 松本清張生誕100年スペシャル・夜光の階段（2009年、テレビ朝日）
- 逆送致（2010年、フジテレビ） - 警備員
- 塀の中の中学校（2010年、TBS） - 菊地刑務官
- ドラマW（WOWOW）
  - 横山秀夫サスペンス 引き継ぎ（2011年）
- 相棒Season9 第12話（2011年、テレビ朝日）
- 浪速少年探偵団（2012年、TBS） - 常連客
- 遺留捜査 第2シリーズ 第4話（2012年、テレビ朝日） - 管理人
- ストロベリーナイトアフター・ザ・インビジブルレイン（2013年、フジテレビ） - 片山社長
- 刑事110キロ 第2シリーズ 第1話（2014年、テレビ朝日） - 管理人
- 極悪がんぼ 第2話（2014年、フジテレビ） - 漏田社長
- 死神くん 第6話（2014年、テレビ朝日） - 倉田刑事
- SAKURA〜事件を聞く女〜 第3話（2014年、テレビ朝日） - 高城満夫
- 大岡越前3 第3話（2016年、NHK BSプレミアム） - 治平
- 相棒（2016年） - 黒木社長
- ドクター調査班〜医療事故の闇を暴け〜（2016年） - 真山俊和

### 映画
- 天国の駅 HEAVEN STATION（1984年） - 改札係
- テラ戦士ΨBOY（1985年）
- 彼のオートバイ、彼女の島（1986年）
- 首都消失（1987年）- 早野記者
- マルサの女（1987年） - パチンコ屋の店員
- 江戸城大乱（1991年）
- 昭和鉄風伝 日本海（1991年） - 由利真介
- ミスター・ベースボール（1992年） - 審判
- 三月のライオン（1992年） - 山本
- 三たびの海峡（1995年） - 呉進
- 宮澤賢治 その愛（1996年）
- 猫の息子（1997年） - 中村
- ガメラ3 邪神覚醒（1999年） - ホームレス
- ラストシーン（2002年）
- 孤高のメス（2010年） - 今泉欽三
- 死にゆく妻との旅路（2011年）
- 憐れみムマシカ（2012年） - 元山巡査
- つぐない〜新宿ゴールデン街の女（2014年7月26日公開、いまおかしんじ監督）
- 4/猫 ねこぶんのよん「猫まんま」（2015年）

### オリジナルビデオ
- 凶銃・戻り道はない（1997年）
- ウルトラセブン 果実が熟す日（1999年） - サラリーマン風の中年男（レモジョ星系人・ムーピョ）
- 姉は女教師（2000年、中原俊監督）